# Rhoda Scott

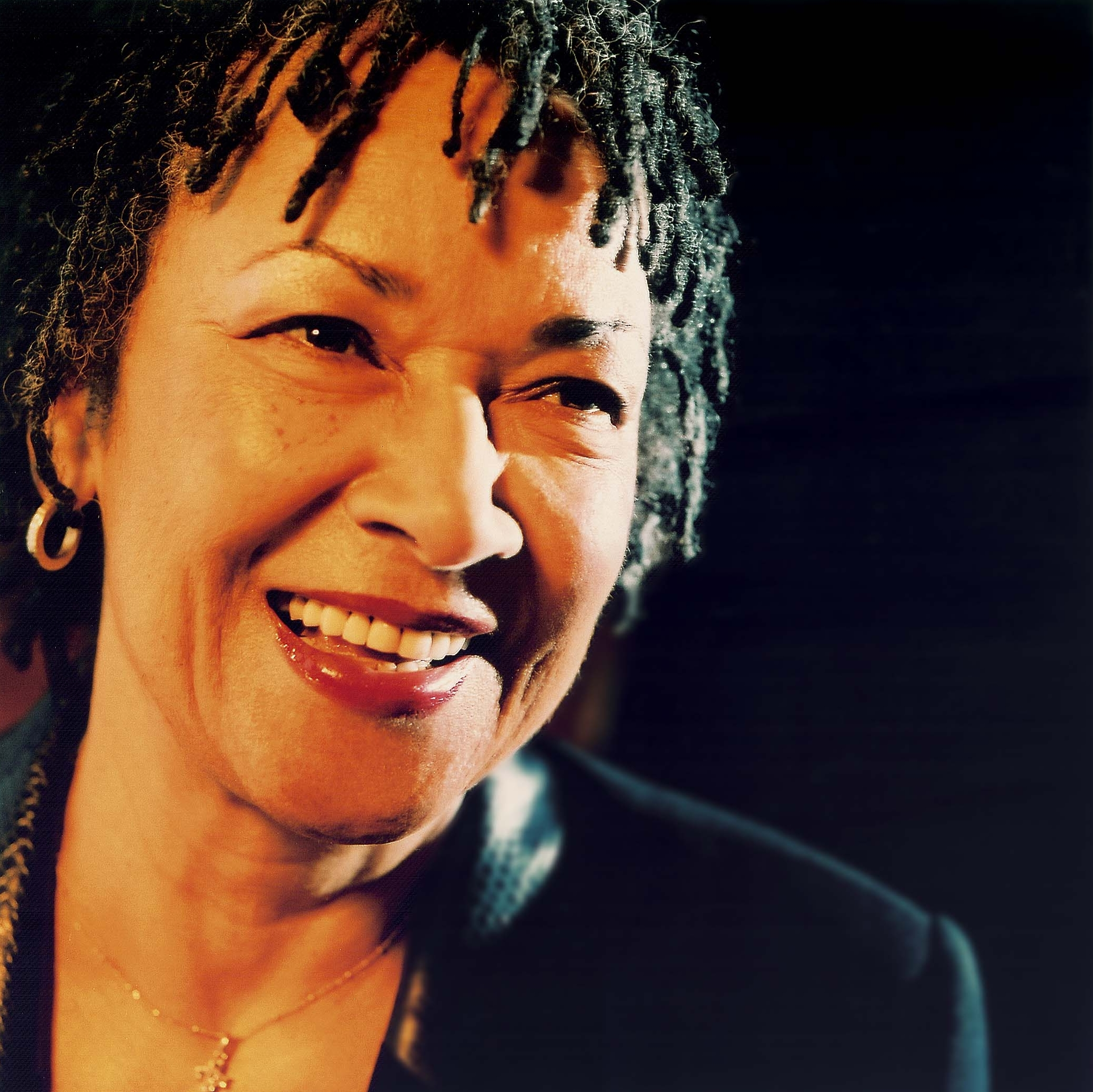
Rhoda Scott

Rhoda Scott (Dorothy (New Jersey), 3 juli 1938) is een Amerikaans hammondorganiste, zangeres en feministe. Ze speelt soul, jazz, blues en gospelmuziek en wordt ook wel "de organiste met de blote voeten" genoemd. Deze bijnaam voert terug tot haar zevende jaar toen domineesdochter Scott voor het eerst op een orgel speelde en daarbij haar schoenen uittrok.

## Carrière
Aanvankelijk speelde Scott vanaf haar zevende jaar op het kerkorgel van de kerken waar haar vader preekte, en bij de godsdienstoefeningen nam zij vanaf haar negende bij afwezigheid van de kerkorganist diens plaats in. Zij ging een studie klassiek-piano volgen en gaf zelf ook les in pianospel, waarna zij na een middelbare studie later overstapte naar een studie muziektheorie aan de Manhattan School of Music in New York, waar zij een mastergraad behaalde. Zij werd in Harlem (VS) ontdekt door Count Basie. 
In 1967 emigreerde ze naar Frankrijk waar ze, naar eigen zeggen, een grotere status heeft dan in de VS. In Parijs merkte muziekproducent en jazz-liefhebber Eddie Barclay haar op en kocht het liedje Hey, hey, hey van haar. Haar eerste opnamen, waaronder een optreden samen met Joe Thomas (fluit/tenorsax) en de Nederlander Cees Kranenburg jr. (drums) in het Olympia in Parijs, werden met hem op zijn platenlabel Disques Barclay gemaakt, waarmee haar Europese carrière begon. In Nederland trad Scott onder meer op in een televisiesessie die in 1978 door de AVRO werd uitgezonden. 
Zij is ambassadeur van het hammondorgel en pionier in het feminiseren van de internationale jazzscene; zij richtte in 2004 het Rhoda Scott Lady Quartet op en speelde daarin samen met vrouwelijke musici, zoals drummers Anne Paceo en Julie Saury, trompettiste Julien Alour en saxofonisten Géraldine Laurent, Lisa Cat-Berro en Sophie Alour. Met hen bracht zij in 2017 het album We Free Queens uit. Ook trad zij een aantal keren op jazzfestivals op met Barbara Dennerlein, eveneens jazz-organiste, die op een aangepaste Hammond B3 speelt. Zij verscheen op jazzfestivals, zoals het Jazz à la Villette Festival in Frankrijk, het Palm Springs Woman’s Jazz Festival in Californië en het North Sea Jazz Festival in Nederland.
Onder de naam Soul Sisters toerde ze in 2011 met de Amerikaanse pianiste en gospelzangeres La Velle. In 2020 verscheen het album Movin' Blues.
Ondanks haar hoge leeftijd gaf zij samen met de Hongaars-Canadese organist Xaver Varnus op pijporgel, die sinds zijn jeugd reeds een groot fan van haar was, op 10 juni 2025 een concert op haar Hammond B3-orgel in de Grote Synagoge van Boedapest voor 4500 toehoorders.

## Onderscheiding
In 2022 ontving zij van het Franse ministerie van Cultuur de onderscheiding Chevalier de la légion d’honneur (Chevalier in het Legioen van Eer).

## Privé
In 1969 huwde zij met Raoul Saint-Yves (1921-2008), voormalig acteur en zanger, in de Amerikaanse Kerk in Parijs. Zij adopteerden twee Haïtiaanse kinderen.

## Discografie
- 1962: Hey! Hey! Hey! (Tru-Sound/Prestige TSLP-15013)
- 1963: Live! at the Key Club (Tru-Sound/Prestige TSLP-15014)
- 1969: A L'Orgue Hammond: Take A Ladder (RSB [Rhoda Scott's label] 331; heruitgave: Barclay 920.168 in 1970)
- 1970: A L'Orgue Hammond, Vol. 2 (Barclay 920.126)
- 1971: A L'Orgue Hammond, Vol. 3: Come Bach To Me (Barclay 920.240)
- 1971: Live at the Olympia (Barclay 920.379/80 [2LP]; CD heruitgave: Gitanes Jazz 549879 in 2001)
- 1973: A L'Orgue Hammond: Ballades No. 1 (Barclay 920.430; heruitgave: Barclay 80.574 in 1975)
- 1974: A L'Orgue Hammond, Vol. 4: Mach 2 (Barclay 920.350)
- 1974: Succès de L'Orgue (Barclay 950.065) - compilation
- 1974: Live at the Club Saint-Germain (Barclay 80.535/36 [2LP]; CD heruitgave: Universal 0600753021682 in 2007)
- 1975: A L'Orgue Hammond: Ballades No. 2 (Barclay 80.575)
- 1975: A L'Orgue Hammond: Ballades No. 3 (Barclay 80.576)
- 1975: Rhoda Scott Budapesten (Pepita [Hungary] SLPX-17487)
- 1975: 16 Grands Succès (Barclay 200.388) - compilatie
- 1976: Rhoda Scott in New York + Thad Jones/Mel Lewis Big Band (Barclay 90.068; reissue: Barclay 200.424 in 1982; CD reissue: Barclay 813590)
- 1977: Rhoda Scott + Kenny Clarke (Barclay 90.138; CD heruitgave: Gitanes Jazz 549287 in 2000)
- 1977: Les Orgues de Noël (Barclay 90.147)
- 1979: Le Disque D'or: Rhoda Scott (Barclay 90.326) - compilatie
- 1979: Molybdenum (Barclay 91.027)
- 1980: Rhoda Scott Live (Barclay 91.063)
- 1980: Take Five / In the Mood / Summertime... (Barclay 96.083 [2LP]) 1e LP=niet eerder uitgebracht materiaal; 2e LP=compilatie van eerder uitgebracht materiaal uit de periode 1975-1977.
- 1981: Stay (A L'Orgue Hammond) (Barclay 200.273)
- 1982: Moanin' (A L'Orgue Hammond) (Barclay 200.425)
- 1983: Negro Spirituals (Chantés Et Interprétés A L'Orgue Hammond Par Rhoda Scott) (Barclay 817102)
- 1984: Classiques & Jazz (A L'Orgue Hammond) (Barclay 823804)
- 1991: Summertime (Verve 847862) - CD compilatie
- 1991: Rhoda Scott Live (Verve 847863) - CD compilatie; wijkt af van Barclay 91.063
- 1991: Rhoda Scott and Guests (Verve 847864) - CD compilatie
- 1991: Negro Spirituals (Verve 511477) - CD compilation; wijkt af van Barclay 817102
- 1991: Stardust (Verve 511478) - CD compilatie
- 1991: Take Five (Verve 511479) - CD compilatie
- 1992: Frame For the Blues (Verve 513294)
- 1993: Feelin' the Groove (Verve 521304)
- 1994: Les Orgues de Noël (Verve 527035) - CD compilatie; wijkt af van Barclay 90.147
- 1997: Alone (Verve 537635)
- 2003: The Hammond Organ of Christmas (Sunnyside SSC-3017)
- 2003: Encore, Encore, Encore... (Sunnyside SSC-3027)
- 2006: From C to Shining C (Doodlin' DR-001)
- 2010: Beyond the Sea (Doodlin' DR-013)
- 2017: We Free Queens (Sunset Records SUN024)
- 2020: Movin' Blues (Sunset Records SUN027)